# Hr.Ms. Djampea (1941)
De Hr.Ms. Djampea was een Nederlandse hulpmijnenveger van de DEFG-klasse gebouwd door de Droogdok Maatschappij in Soerabaja. Het ontwerp van de DEFG-klasse was zo dat de schepen na de Tweede Wereldoorlog dienst zouden kunnen doen als gewestelijkvaartuig bij de Gouvernementsmarine. Het schip is vernoemd naar het Indonesische eiland Djampea.
Het schip werd op 1 maart 1942, als onderdeel van de vijfde mijnenvegerdivisie, door de eigen bemanning tot zinken gebracht in de haven van Tandjong Priok. Na de Tweede Wereldoorlog is het schip teruggevonden en hersteld. Vanaf 1951 heeft het dienstgedaan bij de Indonesische marine.